# Pigault-Lebrun

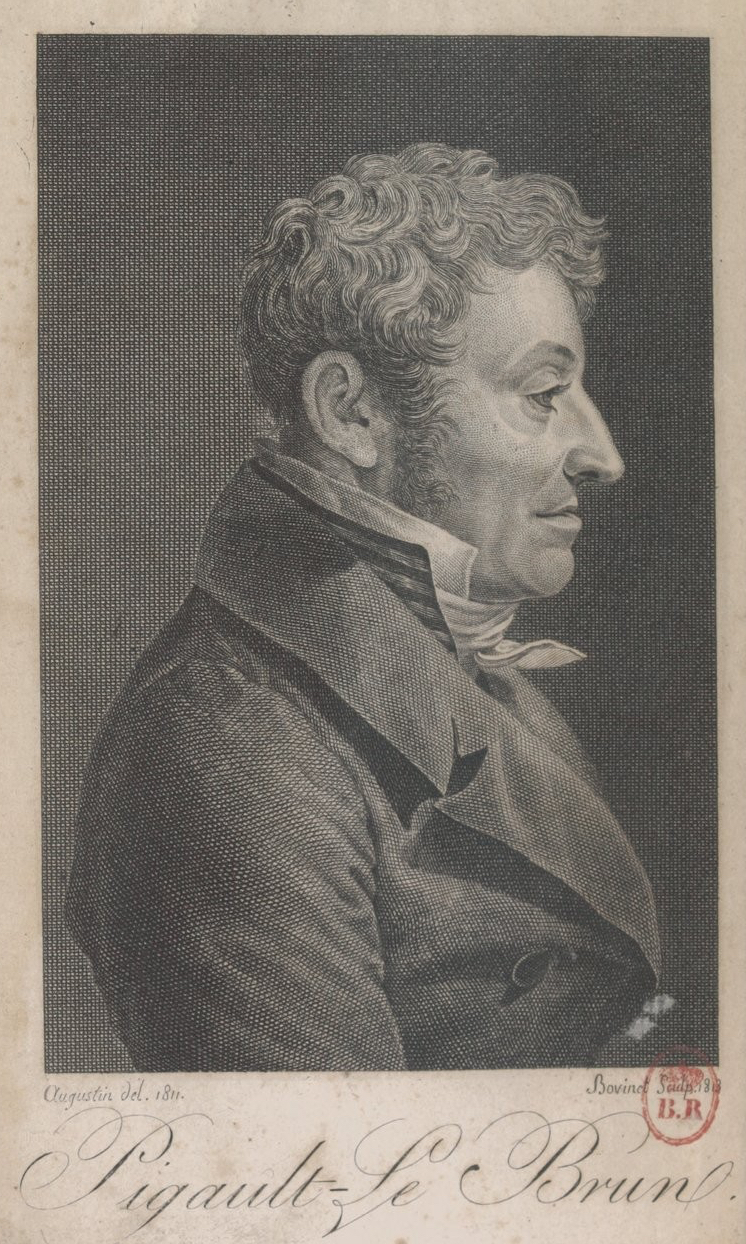
Retrato de Pigault-Lebrun.

Charles-Antoine-Guillaume Pigault de l'Épinoy (Calais, 8 de abril de 1753 — La Celle-Saint-Cloud, 24 de julho de 1835), mais conhecido por Pigault-Lebrun, foi um romancista e dramaturgo que se distinguiu pelo tom jocoso, e muitas vezes iconoclasta, das suas obras.

## Biografia
Oriundo de uma família com tradições aristocráticas, que a tradição afirmava ser descendente de Eustache de Saint Pierre, foi filho de Guillaume-Antoine-Hippolyte Pigault de l'Épinoy e de sua esposa Antoinette Maché de Lespinoy (1732-1793). O pai er magistrado, com fama de grande severidade, presidente da câmara de Calais, conselheiro do rei, presidente da comissão da fazenda real, tenente-general da polícia da cidade e do governo de Calais, elevado a conde romano e cavaleiro da Ordem da Espora de Ouro por bula do papa Clemente XIII de 1764, bem como a cavaleiro imperial por José II do Sacro Império Romano-Germânico em 1769.
Pigault fez os seus estudos secundário na escola da Congregação do Oratório de Boulogne-sur-Mer, findo os quais foi enviado para estagiar numa casa comercial em Londres, mas, tendo seduzido o filha do patrão, e esta tendo morrido no naufrágio do navio em que os dois amantes fugiram, não se atreveu a retornar a Inglaterra e voltou para Calais, onde seu pai, o severo magistrado, o fez prender por meio de uma carta de selo (lettre de cachet), uma ordem do rei de França que no período anterior à Revolução Francesa permitia o aprisionamento sem julgamento.
Depois de dois anos de cativeiro, foi admitido na gendarmeria de elite da Casa Real e tornou-se, pela sua franqueza, alegria e amor pelos prazeres, um dos mais populares membros do regimento. Suprimida a guarda de elite, voltou para Calais, protagonizou um novo caso de amores proibidos e foi novamente preso por lettre de cachet a pedido do seu pai. Este segundo cativeiro durou dois anos, após os quais escapou ao controlo paterno e tornou-se actor ambulante percorrendo os teatros de província. Apesar de péssimo actor, porém, ele conseguia agradar ao público com a sua inteligência e bom humor. Tendo seduzido a filha de um trabalhador em Paris, levou-a para a Holanda, casou com ela e fixou-se em Bruxelas e Liège, continuando a actuar, dando aulas do francês e apresentando algumas peças de sua composição, entre outras, Il faut croire à sa femme [É preciso acreditar na esposa], comédia em um ato, em verso, que apareceu em 1786.
No entanto, seu pai, ao saber a notícia do seu casamento, fez com que Pigault fosse desnaturalizado e inscrito nos registos civis de Calais como já não existindo. Não contente com isso, apresentou um pedido ao Parlamento de Paris que, por decreto, confirmou a morte de Pigault. Face a isso, mudou o seu nome de Pigault de l'Epinoy para passar a ser Pigault-Lebrun. A Queda da Bastilha salvou-o de outra lettre de cachet e de nova prisão a pedido paterno. Indignado com a perseguição que seu pai lhe movia, compôs sobre as suas últimas aventuras uma comédia em cinco actos, em prosa, intitulada Charles et Caroline [Charles e Caroline], que levou à cena no Théâtre des Variétés du Palais-Royal (antigo Théâtre des Variétés-Amusantes) em 1789 e em 1790. Apesar da pobreza das declamações, da fragilidade do enredo e dos personagens, aplausos animados saudaram esta peça onde o acento da verdade se fazia sentir. O autor foi admitido no Théâtre-Français simultaneamente como encenador, diretor e actor.
Contudo, cedo interrompeu a carreira teatral por se alistar no regimento de dragões, onde foi nomeado segundo-tenente e com o qual participou na Batalha de Valmy. Depois de uma comissão de serviço em Saumur, em 1793, como chefe da remonta do regimento, abandonou o serviço militar.
No ano imediato publicou um de seus romances mais populares, o romance de aventuras L'Enfant du carnaval [A criança do Carnaval] cujo sucesso fez com que seu pai reconsiderasse a sua relação com ele, a ponto de o ter mesmo favorecido no seu testamento como o filho mais velho, o que Pigault-Lebrun rejeitou não aceitando nada além do que lhe era devido por divisão igual entre os seus irmãos e irmãs.
Em 1806 obteve um emprego na administração alfandegária, o qual manteve até 1824. Paralelamente serviu como bibliotecário de Jérôme Bonaparte, rei da Vestfália. Foi amigo pessoal e colaborador do grande actor François-Joseph Talma. Nos seus últimos anos viveu uma velhice patriarcal, entre os seus filhos e netos.
A qualidade dominante da obra de Pigault-Lebrun é a sua verve, uma característica que estava profundamente enraizada na sua natureza, até porque não era jovem quando produziu a sus obra, já que tinha quase quarenta anos quando escreveu seu primeiro romance. A obra dá relevo às loucuras da alegria e da boa-vida e não procura esconder a indecência que estava então na moda. O leitor, a princípio desencorajado por múltiplas aventuras que chegam à extravagância e à grosseria, é levado pelo movimento, a fecundidade da imaginação e a alegria inesgotável a que às vezes são acrescentadas belas observações e vislumbres de sensibilidade. A forma, que por vezes deixa a desejar do ponto de vista da correcção estilística, tem a vivacidade própria do carácter do autor.
Um dos seus irmãos, Gaspard-Jean-Eusèbe Pigault de Beymont, conhecido por Pigault-Maubaillarcq, nascido a 15 de dezembro de 1755 em Calais e ali falecido a 1 de dezembro de 1839, publicou dois romances do género usado por Ann Radcliffe intitulados la Famille Wieland (Paris, 1809, 4. vol. in-12) e Isaure d’Aubigné (1812, 4 vol. in-12). 
Pigault-Lebrun foi avô de Émile Augier e bisavô de Paul Déroulède, de André Déroulède e de Émile Guiard.

## Obras publicadas

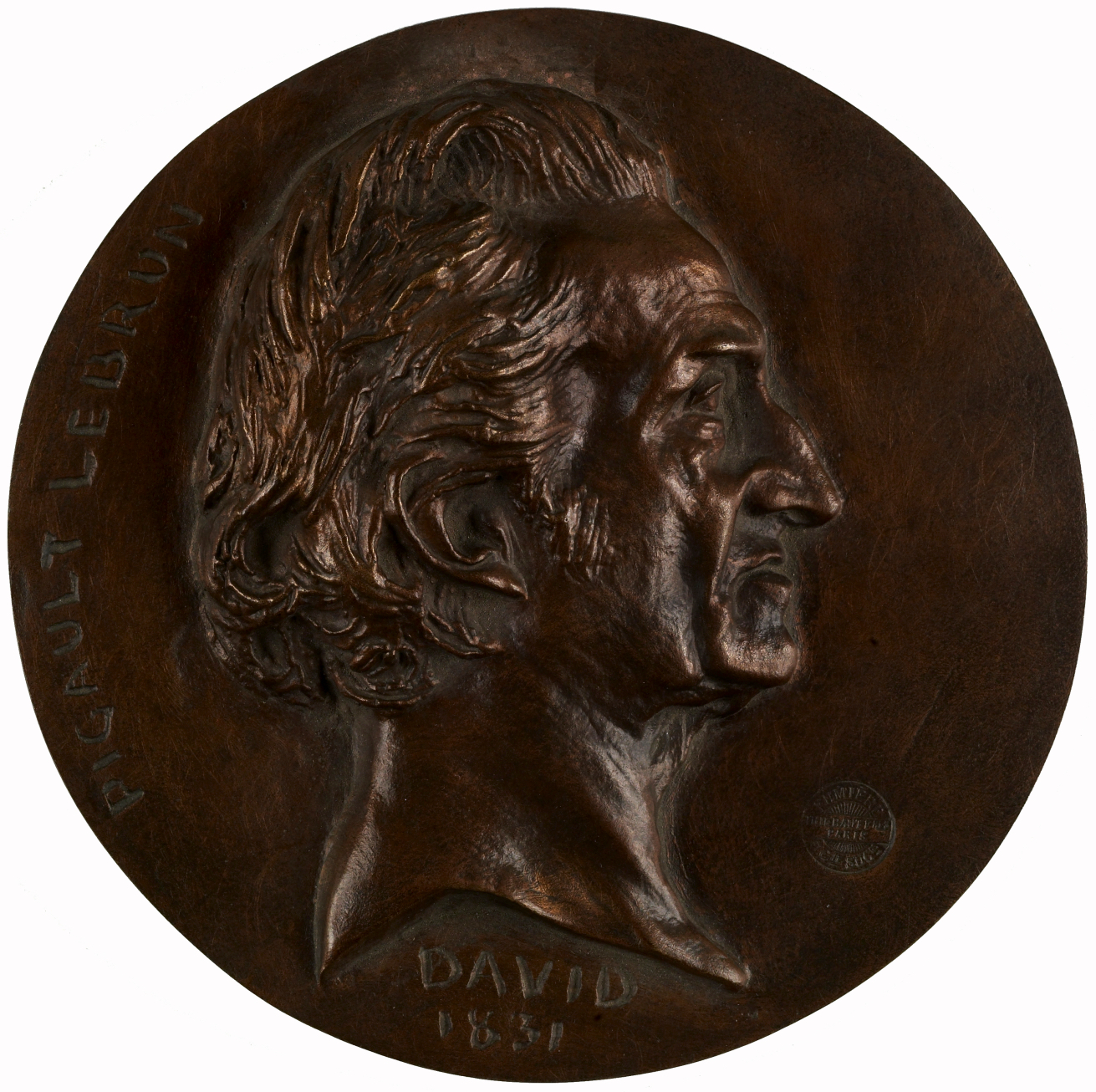
Medalhão de Pigault-Lebrun (obra de David d'Angers).

Pigault-Lebrun é autor dos seguintes romances:
- L'Enfant du carnaval (1792)
- Les Barons de Felsheim (1798)
- Le Cordonnier de Damas Ou La Lanterne Magique, Piéce Curieuse (1798)
- Angélique et Jeanneton (1799)
- Mon oncle Thomas (1799) - com episódios retratando a cidade de Angra, nos Açores.
- Les Cent-vingt jours (1799)
- La Folie espagnole (1799)
- M. de. Kinglin (1800)
- Théodore (1800)
- Métusko (1800)
- M. Botte (1802)
- Jérôme (1804)
- La Famille Luceval (1806)
- L'Homme à projets (1807)
- Une Macédoine (1811)
- Tableaux de société (1813)
- Adélaïde de Méran (1815)
- Le Garçon sans souci, em colaboração com R. Perrin (1816)
- M. de Roberval et l’Officieux (1818)
- L'Homme à projets (1819)
- Nous le sommes tous (1819)
- L'Observateur (1820)
- Le Beau-père et le gendre, em colaboração com o seu genro Victor Augier (1820)
- La Sainte-Ligue (1829)

Pigault-Lebrun escreveu para o teatro diversas peças, com sucesso semelhante ao dos seus romaces:  
- Le Pessimiste, comédie en un acte, en vers (1789)
- L’Amour et la Raison, comédie en un acte, en prose (1791)
- Les Dragons et les Bénédictines, vaudeville (1791)
- Les Dragons en cantonnement, vaudeville (1794)
- Les Rivaux d’eux-mêmes, comédie en un acte, en prose (1798), muitas vezes representada no Théâtre-Français, etc.

Os seus romances e a sua obra para teatro, bem como as suas Mélanges littéraires et critiques (1816, 2 vol. in 8) [Miscelâneas literárias e críticas], foram reunidos sob o título de Œuvres complètes (Paris, 1822-1824, 20 vol., in-8) [Obras completas]. Ainda se conhece deste autor a obra le Citateur (1803, 2 vol. in-12) [O citador], recolha de citações contra a religião cristã, amplamente baseado em ditos de Voltaire que foram complementados com piadas ao estilo do autor; este livro, publicado com as iniciais P-T L.B., foi apreendido e condenado sob a Restauração, mas, talvez por isso, foi reimpresso várias vezes após 1830. É também autor de uma Histoire de France abrégée, à l’usage des gens du monde (1823-1828, 8 vol. in-8) [História de França resumida para o uso das pessoas do mundo], obra que só conbre o período até à morte de Henrique IV da França. Outra das suas obras é Contes à mon petit-fils (1831, 2 vol. in-12) [Contos para o meu neto].